# اروان موری
اروان موری (انگلیسی: Erwan Maury؛ زادهٔ ۱۶ ژوئن ۱۹۹۶) بازیکن فوتبال اهل فرانسه است.
از باشگاه‌هایی که در آن بازی کرده‌است می‌توان به باشگاه فوتبال دیژون اشاره کرد.